# Kaliese Spencer

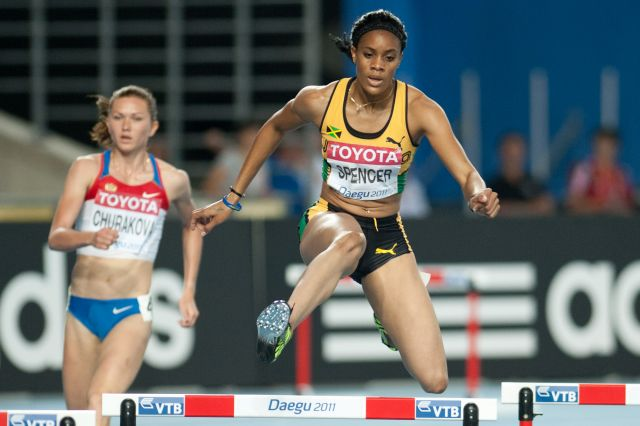
Spencer bei den Leichtathletik-Weltmeisterschaften 2011 in Daegu

Kaliese Spencer (* 6. Mai 1987 in Savanna-La-Mar) ist eine jamaikanische Leichtathletin, die sich auf den 400-Meter-Hürdenlauf spezialisiert hat.
International machte sie zuerst bei den Leichtathletik-Juniorenweltmeisterschaften 2006 in Peking auf sich aufmerksam. Dort siegte sie im 400-Meter-Hürdenlauf in einer Zeit von 55,11 s. Außerdem gewann sie mit der jamaikanischen 4-mal-400-Meter-Staffel die Bronzemedaille.
Nachdem sie bei den Leichtathletik-Weltmeisterschaften 2007 in Osaka im Hürdensprint in der Halbfinalrunde ausgeschieden war, versuchte sie sich in der Saison 2008 wie schon zu Beginn ihrer Laufbahn überwiegend auf den flachen 400 m und teilweise auch im 800-Meter-Lauf. Bei den Leichtathletik-Weltmeisterschaften 2009 in Berlin startete sie jedoch wieder über 400 m Hürden und belegte mit einer Zeit von 53,56 s den vierten Platz. Außerdem war sie Mitglied der jamaikanischen 4-mal-400-Meter-Staffel, die in Berlin die Silbermedaille gewann. Spencer selbst wurde jedoch nur in der Qualifikationsrunde eingesetzt.
Im Juni 2011 wurde sie jamaikanische Meisterin im 400-Meter-Hürdenlauf. Bei den Leichtathletik-Weltmeisterschaften 2011 in Daegu erreichte sie das Finale in dieser Disziplin und belegte mit einer Zeit von 54,01 s den vierten Platz. 2012 wurde sie Vierte bei den Olympischen Spielen in London. Die nachträgliche Disqualifikation Natalja Antjuch aufgrund der Ergebnisse des McLaren-Reports.und der Überführung der Einnahme von verbotenen Substanzen, wurden Kaliese Spencer nach zehn Jahren, seit den Ergebnissen bei den olympischen Spielen 2012 in London, im Dezember 2022 offiziell die Bronzemedaille zugesprochen.
Kaliese Spencer ist Mitglied im MVP Track & Field Club und wird von Stephen Francis trainiert, der auch die Olympiasiegerin Melaine Walker betreut.

## Bestleistungen
- 400 m: 50,55 s, 18. April 2008, Azusa
- 800 m: 2:03,01 min, 5. März 2011, Kingston
- 400 m Hürden: 52,79 s, 5. August 2011, London